# Mauro Matos
Mauro Matos (Castelli, 6 agosto 1982) è un ex calciatore argentino, di ruolo attaccante.

## Biografia
Nasce a Castelli, in provincia di Buenos Aires.

## Caratteristiche tecniche
Gioca da prima punta.

## Statistiche

### Presenze e reti nei club
Statistiche aggiornate al 22 settembre 2015.
| Stagione               | Squadra                | Campionato             | Campionato | Campionato | Coppe nazionali | Coppe nazionali | Coppe nazionali | Coppe continentali | Coppe continentali | Coppe continentali | Altre coppe | Altre coppe | Altre coppe | Totale | Totale |
| Stagione               | Squadra                | Comp                   | Pres       | Reti       | Comp            | Pres            | Reti            | Comp               | Pres               | Reti               | Comp        | Pres        | Reti        | Pres   | Reti   |
| ---------------------- | ---------------------- | ---------------------- | ---------- | ---------- | --------------- | --------------- | --------------- | ------------------ | ------------------ | ------------------ | ----------- | ----------- | ----------- | ------ | ------ |
| 2006-2007              | J. J. Urquiza          | CM                     | 37         | 17         | -               | -               | -               | -                  | -                  | -                  | -           | -           | -           | 37     | 17     |
| 2007-2008              | Deportivo Armenio      | BM                     | 39         | 22         | -               | -               | -               | -                  | -                  | -                  | -           | -           | -           | 39     | 22     |
| 2008-2009              | Arsenal Sarandí        | PD                     | 25         | 4          | -               | -               | -               | CS                 | 1                  | 0                  | RS          | 1           | 1           | 27     | 5      |
| 2009-gen. 2010         | Arsenal Sarandí        | PD                     | 6          | 0          | -               | -               | -               | -                  | -                  | -                  | -           | -           | -           | 6      | 0      |
| Totale Arsenal Sarandí | Totale Arsenal Sarandí | Totale Arsenal Sarandí | 31         | 4          |                 | -               | -               |                    | 1                  | 0                  |             | 1           | 1           | 33     | 5      |
| gen.-giu. 2010         | All Boys               | BN                     | 18+2       | 11+1       | -               | -               | -               | -                  | -                  | -                  | -           | -           | -           | 20     | 12     |
| 2010-2011              | All Boys               | PD                     | 36         | 9          | -               | -               | -               | -                  | -                  | -                  | -           | -           | -           | 36     | 9      |
| 2011-2012              | All Boys               | PD                     | 36         | 13         | CA              | 0               | 0               | -                  | -                  | -                  | -           | -           | -           | 36     | 13     |
| 2012-gen. 2013         | All Boys               | PD                     | 18         | 5          | CA              | 1               | 0               | -                  | -                  | -                  | -           | -           | -           | 19     | 5      |
| gen.-giu. 2013         | San Luis               | PD                     | 12         | 3          | ACM+CCM         | 0+1             | 0+1             | -                  | -                  | -                  | -           | -           | -           | 13     | 4      |
| 2013-feb. 2014         | All Boys               | PD                     | 17         | 9          | CA              | 0               | 0               | -                  | -                  | -                  | -           | -           | -           | 17     | 9      |
| Totale All Boys        | Totale All Boys        | Totale All Boys        | 125+2      | 47+1       |                 | 1               | 0               |                    | -                  | -                  |             | -           | -           | 128    | 48     |
| feb.-ago. 2014         | San Lorenzo            | PD                     | 15         | 4          | CA              | 0               | 0               | CL                 | 13                 | 3                  | -           | -           | -           | 28     | 7      |
| 2014                   | San Lorenzo            | PD                     | 15         | 4          | CA              | 0               | 0               | -                  | -                  | -                  | Cmc         | 2           | 1           | 17     | 5      |
| 2015                   | San Lorenzo            | PD                     | 19         | 6          | CA              | 2               | 0               | CL                 | 6                  | 1                  | RS          | 2           | 0           | 27     | 6      |
| Totale San Lorenzo     | Totale San Lorenzo     | Totale San Lorenzo     | 49         | 14         |                 | 2               | 0               |                    | 19                 | 4                  |             | 4           | 1           | 72     | 19     |
| Totale carriera        | Totale carriera        | Totale carriera        | 295        | 108        |                 | 4               | 1               |                    | 20                 | 4                  |             | 5           | 2           | 324    | 115    |

## Palmarès

### Club

#### Competizioni internazionali
- Coppa Libertadores: 1

San Lorenzo: 2014